# Rita Yahan-Farouz
Rita Yahan-Farouz Kleinstein (in ebraico ריטה יהאן-פרוז‎?; in persiano ریتا جهان‌فروز‎; Teheran, 24 marzo 1962) è una cantante iraniana naturalizzata israeliana.
Considerata una delle cantanti israeliane più famose, dal 2011 è diventata popolare anche in Iran, dove alcune sue canzoni in lingua persiana circolano underground, nonostante il governo cerchi di bloccare l'importazione di musica occidentale.

## Biografia
Rita è nata a Teheran, in Iran, nel 1962. La sua famiglia è emigrata in Israele nel 1970, e lei è cresciuta nella periferia di Tel Aviv. Ha cominciato a cantare professionalmente negli anni '80 durante il servizio militare, facendosi notare in breve tempo.

## Vita privata
Dal 1988 al 2007 è stata sposata col cantante e compositore Rami Kleinstein, che ha composto molte delle canzoni di Rita. Insieme hanno avuto due figli, Meshi e Noam.

## Discografia
- 1985 – Rita
- 1987 – Breaking Those Walls
- 1988 – Yamey Ha-Tom
- 1994 – Ahava Gdola
- 1996 – Tahanot BaZman
- 1999 – Tiftah Halon
- 2000 – Time for Peace
- 2001 – Rita & Rami on Stage
- 2003 – Hamtsan
- 2007 – One Live
- 2008 – Remazim
- 2012 – Ha'Smachot Shellanu